# Scirpophaga gotoi
Scirpophaga gotoi là một loài bướm đêm trong họ Crambidae.